# Milly-la-Forêt
Milly-la-Forêt település Franciaországban, Essonne megyében. Lakosainak száma 4582 fő (2022. január 1.). Milly-la-Forêt Courances, Oncy-sur-École, Arbonne-la-Forêt, Fleury-en-Bière, Noisy-sur-École, Boutigny-sur-Essonne, Buno-Bonnevaux, Maisse és Moigny-sur-École községekkel határos.

## Népesség
A település népességének változása:
| Lakosok száma | 4806 | 4726 | 4758 | 4609 | 4606 | 4635 | 4620 | 4603 | 4582 |
|               | 2013 | 2015 | 2016 | 2017 | 2018 | 2019 | 2020 | 2021 | 2022 |